# Цар-пастух
«Цар-пастух» / «Король-пастух» (італ. Il re pastore) — опера на 2 дії Вольфганга Амадея Моцарта, лібрето П'єтро Метастазіо. Прем'єра: Зальцбург, 23 квітня 1775 року.
На це лібрето, яке належить П. Метастазіо, написано безліч творів. Серед них опери В. Ф. Агріколи, Дж. Сарті, В. Гассе, К. В. Глюка, Н. Йомелли, Н. Піччіні, В. Ріхтера, П. Гульєльмі та ін. Моцарт дещо переробив текст, але зберіг його основну пасторальну спрямованість.

## Сюжет
Олександр Македонський, дізнавшись, що Амінтос, син царя Сидонії, живе як простий пастух, повертає йому царський трон і хоче одружити його на Таміріс. Але Таміріс любить Агенора, благородного фінікійця, а Амінтос закоханий в фінікійку Елізу, і воля Олександра руйнує щастя чотирьох закоханих. Таміріс і Еліза благають Олександра зглянутися над ними. Зворушений їх благаннями, володар Греції скасовує свій наказ.

## Музичні номери

### Перша дія
- No.1 Увертюра
- Intendo amico rio (Амінтос)
- No.2 Aria. Alla selva, al prato (Еліза)
- Recitativo-Compagne amene (Амінтос)
- Recitativi accompagnato-Ditelo voi pastori (Амінтос)
- No.3 Aria. Aer tranquillo (Амінтос)
- Recitativo-Perdono amici Dei (Амінтос, Агенор,Олександр)
- No.4 Aria. Si spande al sole in faccia (Олександр)
- Recitataivo-Agenore T arresta (Таміріс, Агенор)
- No.5 Aria. Per me rispondete (Агенор)
- Recitativo-No-voi non siete, o Dei (Таміріс)
- No.6 Aria. Di tante sue procelle (Таміріс)
- Recitativo-Dove t afretti, Elisa (Еліза, Амінтос, Агенор)
- Recitativo accompagnato-Perdona Elisa (Амінтос, Еліза)
- No.7 Duetto. Vanne, vanne a regnar mio ben (Еліза, Аминтос)

### Друга дія
- Recitativo-Questa del campo Greco (Еліза, Агенор)
- No.8 Aria. Barbaro! oh Dio mi vedi divisa dal mio ben (Еліза)
- Recitativo-La bella Elisa (Амінтос, Агенор, Олександр)
- No.9 Aria. Se vincendo vi rendo felici (Олександр)
- Recitativo-Oime! declina il sol (Олександр, Агенор)
- No.10 Rondeaux. L amero, saro costante (Амінтос)
- Recitativo-Uscite, alfine uscite (Агенор, Еліза, Таміріс)
- No.11 Aria. Se tu di me fai dono (Таміріс)
- Recitativo-Misero cor! No.12 Aria (Агенор)
- No.13 Aria. Voi che fausti ognor donate (Олександр)
- Recitativo-Ola! piu che si tarda (Олександр, Таміріс, Агенор, Еліза, Амінтос)
- No.14-Coro. Viva, viva l invitto duce (всі)

## Дискографія
Виконавці представлені в такому порядку: Амінтос/Еліза/Олександр/ Тамірис/Агенор.
CD:
- A. Giebel/K. Nentwig/A. Weinkenmeier/ H. Plümacher/W. Hohmann, Stuttgart Tonstudio Orchester, con. Gustav Lund, 1954. Walhall (WLCD 0199)
- Reri Grist/Lucia Popp/Luigi Alva/Arlene Saunders/Nicola Monti, Orchestra di Napoli, con. Denis Vaughan, 1967. RCA
- Ann Murray/Eva Mei/Roberto Sacca/Inga Nielsen/Markus Schüfer, Concertus Musicus Wien, con. Nikolaus Harnoncourt, 1995. Teldec

DVD:
- Anna Maria Blasi/Sylvia McNair/Jerry Hadley/Iris Vermillion/Claes Hakan Ahnsjo, Academy of St. Martin in the Fields, con. Neville Marriner, 1991. Philips
- Anette Dasch/Marlis Petersen/Kresimir Spicer/Arpine Rahdjian/Andreas Karasiak, Balthasar Neumann Ensemble, con. Thomas Hengelbrock, 2006. Deutsche Grammophon

## Використана література
Гозенпуд А. Оперний словник. — СПб., 2005.